# WHY@DOLL
WHY@DOLL（ホワイドール）は、日本の女性アイドルグループである。札幌のローカルアイドルを発祥として、のち東京を拠点に、青木千春と浦谷はるなによるアイドルデュオとして活動した。愛称は「ほわどる」。2014年9月にメジャーデビューし2019年11月まで活動した。

## 概要

### 来歴

#### 2011年
5月、北海道を拠点に活動する「Teamくれれっ娘!」の派生ユニットとして「クレレコ軽音部 アイドルプロジェクト2011」の候補生4人で結成される。
6月1日，『WHY@DOLL』と命名され，バンドアイドルとしてスタートする。
8月21日，ファーストライブを開催する。

#### 2013年
11月、青木と浦谷の2人編成となり、活動拠点を札幌から東京に移す。

#### 2014年
9月24日、メジャーデビューシングル「Magic Motion No.5」をリリース。秋より全国ツアーを行う。

#### 2015年
2月に初のミニ・アルバム『NAMARA!!』、3月にセカンドシングル「曖昧MOON」をリリース。4月8日よりSHOWROOMにて「ほわどるの曖昧ルーム」をスタート。7月のワンマン・ライブは2部公演ともソールド・アウト。秋から4大都市ツアーを行った。

#### 2016年
7月16日、代官山UNITで行われた単独ライブでT-Palette Recordsへの移籍を発表。11月15日、T-Palette Recordsに移籍後初のシングルとなる「菫アイオライト」をリリース。

#### 2017年
2月11日、リリースツアー「WHY＠DOLLワンマンライブツアー2016WINTERリリースツアー」を全国7会場にて開催。3月19日、東京・UNITにてツアーファイナルを迎える。2月28日、T-Palette Records移籍第2弾シングル「キミはSteady」リリース。カップリングにはメンバーの青木と浦谷が作詞を手掛けた「ラブ・ストーリーは週末に」を収録。8月1日、T-Palette Records移籍後初アルバム『WHY@DOLL』を発売。8月15日、東京・代々木公園野外ステージで開催されたNegiccoとlyrical schoolによる合同フリーライブ「Negicco x lyrical school FREE LIVE Avec Summer Breeze @ Yoyogi Park」に、オープニングアクトとして出演。10月24日、2ndアルバム収録曲「キミはSteady」「恋なのかな?」を提供したONIGAWARAとのツーマンライブ「2マンLIVE〜ONIGAWARA×WHY＠DOLL〜」を東京・Gladにて開催。
11月3日、「レコードの日」にちなみ，アルバム『WHY@DOLL』の12インチ盤とシングルCDのC/W曲による7インチ盤をセットした2枚組レコードを発売。

#### 2018年
1月23日、移籍第3弾、10thシングル「Show Me Your Smile」リリース。2月28日より、「WHY＠DOLLワンマンライブツアー2018 WINTER～Show Me Your Smile～」を開催。

#### 2019年
7月17日，青木の体調不良のため，11月末での活動終了を発表。
9月28日，「WHY＠DOLLラストライブツアー～We are always here for you～」を開始（全国4ヶ所10公演）。
11月24日，浅草花劇場での公演をもって活動を終了した。
11月30日，浦谷のTwitterにて事務所退所が報告された。スタッフ，メンバーのSNSアカウントは存続している。

#### 2020年
3月15日公式HP閉鎖。5月31日渋谷Glad最終日ライブにリモート出演。ほわどるスタッフTwitterより告知される。6月1日ニコニコチャンネルにて2015年以降のレギュラー公演ライブ映像が配信。

#### 2021年
8月22日，10周年を記念したライブ「WHY@DOLL One night only live～思い出のページを開いて～」（Veats SHIBUYA）を開催。初の配信付きとなり，新曲も披露された。

### メンバー
| 名前        | よみ            | 愛称       | 生年月日（年齢）      | 趣味                          | 特技                   | 備考 |
| ----------- | --------------- | ---------- | --------------------- | ----------------------------- | ---------------------- | --- |
| 青木 千春   | あおき ちはる   | ちはるん   | 1993年1月21日（32歳） | お散歩 写真撮影               | 似てない物真似         | 札幌市出身。双子の妹がいる。 結成時から在籍している古参メンバー。 癒し系。 バンド形態の頃の担当はギター |
| 浦谷 はるな | うらたに はるな | はーちゃん | 1995年4月1日（30歳）  | 映画鑑賞 ホラー系実況動画鑑賞 | Sax演奏 なんちゃってDJ | 元々は『Snow*Drop』のメンバーとして活動していたが、 2013年4月1日より本ユニットに加入。 バンド形態の頃の担当はベース 2022年6月よりソロでステージに復帰、Hau.名義で同年8月31日にシングル「Slowly time」を配信。 |

### 元メンバー
- 西東まやな（結成 - 2012年2月）[22]
- 長岡夢（結成 - 2012年2月）[22]
- 太田桜子（結成 - 2013年10月）[23]

## 作品

### その他

#### 映像作品
- WHY@DOLL 1stLIVE DVD
- WHY@DOLL 2ndシングル「ユメミルツバサ」レコ発イベントDVD
- WHY@DOLL Zepp Sapporo ワンマンライブDVD
- WHY@DOLL 太田桜子 卒業公演収録DVD
- WHY＠DOLLワンマンライブツアー2015AUTUMN〜今が旬♡さらなる高みへもう一歩〜（2016年3月8日発売）
- WHY＠DOLLワンマンライブツアー2017WINTER リリースツアーFINAL（2017年5月1日発売）
- WHY＠DOLLワンマンライブツアー2018 WINTER FINAL～Show Me Your Smile～（2018年5月22日発売）
- WHY@DOLLラストライブツアー〜WE ARE ALWAYS HERE FOR YOU〜 ※クラウドファンディングによる映像化

#### 未音源化曲
- Forever（青木ソロ）
- Notice me（浦谷ソロ）
- Dancin' For Broken Hearts
  - 日高央による書き下ろし曲
- Don't turn around anymore[19][注 3]
  - 作詞：青木千春，浦谷はるな，作曲：浦谷はるな，編曲：吉田哲人

#### 提供作品
- 吉田哲人
  - 「ひとめぐり」（青木, 浦谷作詞）
  - 「小さな手のひら」（吉田, 浦谷作詞）
- ケミカル⇄リアクション
  - 「手紙〜僕らの未来〜」（浦谷作詞）
- FUNKIST, ケミカル⇄リアクション
  - 「手紙〜僕らの未来〜 (feat.FUNKIST)」

#### 参加作品
- かつしかアンソロジー（仮）[注 4]
  - 作詞・作曲：虹色侍，歌：WHY@DOLL＆虹色侍

#### 書籍
- WHY@DOLL 初回生産限定カセットテープ付き写真集「ほわどるっく」
  - 2019年5月5日[注 5]，発行：リスクトラッシュ，ISBN 978-4-9911019-0-8

## 出演

### イベント・ライブ

#### 定期公演（東京）
| 2013年   | 2013年                                                | 2013年           | 2013年 |
| 日付     | タイトル                                              | 場所             | 備考   |
| -------- | ----------------------------------------------------- | ---------------- | ------ |
| 11月5日  | ほわふわ武者修行道場☆キラッ Vol.1〜北の国から〜       | TwinBoxAKIHABARA |        |
| 11月19日 | ほわふわ武者修行道場☆キラッ Vol.2〜長い夜〜           | TwinBoxAKIHABARA |        |
| 12月3日  | ほわふわ武者修行道場☆キラッ Vol.3〜ワインレッドの心〜 | TwinBoxAKIHABARA |        |
| 12月17日 | ほわふわ武者修行道場☆キラッ Vol.4〜地上の星〜         | TwinBoxAKIHABARA |        |

| 2014年   | 2014年                                                     | 2014年           | 2014年 |
| 日付     | タイトル                                                   | 場所             | 備考   |
| -------- | ---------------------------------------------------------- | ---------------- | ------ |
| 1月7日   | ほわふわ武者修行道場☆キラッ Vol.5〜新年会!特別企画（仮）〜 | TwinBoxAKIHABARA |        |
| 1月14日  | ほわふわ武者修行道場☆キラッ Vol.6〜新年会!特別企画その2〜  | TwinBoxAKIHABARA |        |
| 1月28日  | ほわふわ武者修行道場☆キラッVol.7                           | TwinBoxAKIHABARA |        |
| 2月18日  | ほわふわ武者修行道場☆キラッVol.8                           | TwinBoxAKIHABARA |        |
| 2月25日  | ほわふわ武者修行道場☆キラッVol.9                           | TwinBoxAKIHABARA |        |
| 3月4日   | ほわふわ武者修行道場☆キラッVol.10                          | TwinBoxAKIHABARA |        |
| 3月11日  | ほわふわ武者修行道場☆キラッVol.11                          | TwinBoxAKIHABARA |        |
| 3月18日  | ほわふわ武者修行道場☆キラッVol.12                          | TwinBoxAKIHABARA |        |
| 3月25日  | ほわふわ武者修行道場☆キラッVol.13                          | TwinBoxAKIHABARA |        |
| 4月18日  | ほわふわ風雲録vol.0                                        | 渋谷 Glad        |        |
| 5月13日  | ほわふわ風雲録vol.1                                        | 渋谷 Glad        |        |
| 5月30日  | ほわふわ風雲録vol.2                                        | 渋谷 Glad        |        |
| 6月17日  | ほわふわ風雲録vol.3                                        | 渋谷 Glad        |        |
| 6月27日  | ほわふわ風雲録vol.4                                        | 渋谷RUIDOK2      |        |
| 7月11日  | ほわふわ風雲録vol.5                                        | 渋谷 Glad        |        |
| 7月26日  | ほわふわ風雲録vol.6                                        | 渋谷RUIDOK2      |        |
| 8月9日   | ほわふわ武者修行道場リターンズ!vol.1                       | 渋谷 Glad        |        |
| 8月26日  | ほわふわ武者修行道場リターンズ!vol.2                       | 恵比寿LIVEGATE   |        |
| 9月10日  | ほわふわ武者修行道場リターンズ!vol.3                       | 渋谷 Glad        |        |
| 9月26日  | ほわふわ武者修行道場リターンズ!vol.4                       | 渋谷 Glad        |        |
| 10月14日 | ほわふわ武者修行道場リターンズ!vol.5                       | 渋谷 Glad        |        |
| 10月24日 | ほわふわ武者修行道場リターンズ!vol.6                       | 渋谷 Glad        |        |
| 11月25日 | ほわふわ武者修行道場リターンズ!vol.7                       | 恵比寿LIVE GATE  |        |
| 12月9日  | ほわふわ武者修行道場リターンズ!vol.8                       | 恵比寿LIVE GATE  |        |
| 12月22日 | ほわふわ武者修行道場リターンズ!vol.9パウダースノウSP       | 恵比寿LIVE GATE  |        |

| 2015年   | 2015年                                | 2015年          | 2015年 |
| 日付     | タイトル                              | 場所            | 備考   |
| -------- | ------------------------------------- | --------------- | ------ |
| 1月14日  | ほわふわ武者修行道場リターンズ!vol.10 | 渋谷 Glad       |        |
| 1月27日  | ほわふわ武者修行道場リターンズ!vol.11 | 渋谷 Glad       |        |
| 2月10日  | ほわふわ武者修行道場リターンズ!vol.12 | 恵比寿LIVE GATE |        |
| 2月27日  | ほわふわ武者修行道場リターンズ!vol.13 | 渋谷 Glad       |        |
| 3月23日  | ほわふわ武者修行道場リターンズ!vol.14 | 渋谷 Glad       |        |
| 4月28日  | ほわふわ武者修行道場リターンズ!vol.15 | 渋谷 VUENOS     |        |
| 5月14日  | ほわふわ武者修行道場リターンズ!vol.16 | 渋谷 REX        |        |
| 5月26日  | ほわふわ武者修行道場リターンズ!vol.17 | 渋谷 Glad       |        |
| 6月16日  | ほわふわ武者修行道場リターンズ!vol.18 | 渋谷 Glad       |        |
| 7月21日  | ほわふわ武者修行道場リターンズ!vol.19 | 渋谷 Glad       |        |
| 8月11日  | ほわふわ武者修行道場リターンズ!vol.20 | 渋谷 Glad       |        |
| 8月25日  | ほわふわ武者修行道場リターンズ!vol.21 | 渋谷 Glad       |        |
| 9月15日  | ほわふわ武者修行道場リターンズ!vol.22 | 渋谷 Glad       |        |
| 9月29日  | ほわふわ武者修行道場リターンズ!vol.23 | 渋谷 Glad       |        |
| 10月13日 | ほわふわ武者修行道場リターンズ!vol.24 | 渋谷 Glad       |        |
| 11月10日 | ほわふわ武者修行道場リターンズ!vol.25 | 渋谷 Glad       |        |
| 12月1日  | ほわふわ武者修行道場リターンズ!vol.26 | 渋谷 Glad       |        |

| 2016年   | 2016年                                                              | 2016年         | 2016年                        |
| 日付     | タイトル                                                            | 場所           | 備考                          |
| -------- | ------------------------------------------------------------------- | -------------- | ----------------------------- |
| 1月12日  | ほわふわ武者修行道場リターンズ!vol.27                               | 渋谷 Glad      |                               |
| 1月26日  | ほわふわ武者修行道場リターンズ!vol.28                               | 渋谷 Glad      |                               |
| 2月9日   | ほわふわ武者修行道場リターンズ!vol.29                               | 渋谷 REX       |                               |
| 2月23日  | ほわふわ武者修行道場リターンズ!vol.30                               | 初台 DOORS     |                               |
| 3月8日   | ほわふわ武者修行道場リターンズ!vol.31                               | 渋谷 TAKE OFF7 |                               |
| 3月25日  | ほわふわ武者修行道場リターンズ!vol.32                               | 初台 DOORS     |                               |
| 4月12日  | レギュラー公演〜はる色に染めて〜vol.1                               | 渋谷 Glad      |                               |
| 4月26日  | レギュラー公演〜はる色に染めて〜vol.2                               | 渋谷 Glad      |                               |
| 5月10日  | レギュラー公演〜はる色に染めて〜vol.3                               | 渋谷 Glad      |                               |
| 5月24日  | レギュラー公演〜はる色に染めて〜vol.4                               | 渋谷 Glad      |                               |
| 6月7日   | レギュラー公演〜はる色に染めて〜vol.5                               | 渋谷 Glad      |                               |
| 6月21日  | レギュラー公演〜はる色に染めて〜vol.6                               | 渋谷 Glad      |                               |
| 7月5日   | レギュラー公演〜はる色に染めて〜vol.7                               | 渋谷 Glad      |                               |
| 7月19日  | レギュラー公演～はる色に染めて～vol.8                               | 渋谷 Glad      | ゲスト：Faint★Star            |
| 8月2日   | レギュラー公演～はる色に染めて～Vol.9                               | 渋谷 Glad      | アコースティックコーナーあり  |
| 8月16日  | レギュラー公演～はる色に染めて～vol.10                              | 渋谷 Glad      | ゲスト：西恵利香              |
| 8月30日  | レギュラー公演～はる色に染めて～vol.11                              | 渋谷 Glad      | ゲスト：ケミカル⇄リアクション |
| 9月13日  | レギュラー公演～はる色に染めて～Vol.12                              | 渋谷 Glad      |                               |
| 9月27日  | レギュラー公演～はる色に染めて～vol.13                              | 渋谷 Glad      | ゲスト：GALETTe               |
| 10月11日 | レギュラー公演～はる色に染めて～vol.14 2016上半期リクエストアワード | 渋谷 Glad      |                               |
| 10月25日 | レギュラー公演～はる色に染めて～vol.15                              | 渋谷 Glad      | ゲスト：SAWA                  |
| 11月8日  | レギュラー公演～はる色に染めて～vol.16                              | 渋谷 Glad      |                               |
| 11月22日 | レギュラー公演～はる色に染めて～vol.17                              | 渋谷 Glad      | ゲスト：ハニーゴーラン        |
| 12月6日  | レギュラー公演～はる色に染めて～vol.18                              | 渋谷 Glad      |                               |
| 12月20日 | レギュラー公演～はる色に染めて～vol.19                              | 渋谷 Glad      | ゲスト：DEAR KISS             |

| 2017年   | 2017年                                                                  | 2017年    | 2017年       |
| 日付     | タイトル                                                                | 場所      | 備考         |
| -------- | ----------------------------------------------------------------------- | --------- | ------------ |
| 1月10日  | レギュラー公演～はる色に染めて～vol.20                                  | 渋谷 Glad |              |
| 1月24日  | レギュラー公演～はる色に染めて～vol.21                                  | 渋谷 Glad | ゲスト：MION |
| 2月14日  | レギュラー公演～はる色に染めて～vol.22 バレンタインデー                 | 渋谷 Glad |              |
| 3月7日   | レギュラー公演～はる色に染めて～vol.23                                  | 渋谷 Glad |              |
| 3月21日  | レギュラー公演～はる色に染めて～vol.24 2016年度総決算リクエストアワード | 渋谷 Glad |              |
| 4月11日  | レギュラー公演～はる色に染めて～vol.25                                  | 渋谷 Glad |              |
| 5月9日   | レギュラー公演～はる色に染めて～vol.26                                  | 渋谷 Glad |              |
| 5月23日  | レギュラー公演～はる色に染めて～vol.27                                  | 渋谷 Glad |              |
| 6月6日   | レギュラー公演～はる色に染めて～vol.28                                  | 渋谷 Glad |              |
| 6月20日  | レギュラー公演～はる色に染めて～vol.29                                  | 渋谷 Glad |              |
| 7月11日  | レギュラー公演～はる色に染めて～vol.30                                  | 渋谷 Glad |              |
| 8月8日   | レギュラー公演～はる色に染めて～vol.31＜浴衣公演＞                      | 渋谷 Glad |              |
| 8月29日  | レギュラー公演～はる色に染めて～vol.32                                  | 渋谷 Glad |              |
| 9月12日  | レギュラー公演～はる色に染めて～vol.33                                  | 渋谷 Glad |              |
| 10月10日 | レギュラー公演～はる色に染めて～vol.34                                  | 渋谷 Glad |              |
| 11月7日  | レギュラー公演～はる色に染めて～vol.35                                  | 渋谷 Glad |              |
| 11月21日 | レギュラー公演～はる色に染めて～vol.36 カバー祭り！                     | 渋谷 Glad |              |
| 12月5日  | レギュラー公演～はる色に染めて～vol.37                                  | 渋谷 Glad |              |
| 12月19日 | レギュラー公演～はる色に染めて～vol.38                                  | 渋谷 Glad |              |

| 2018年   | 2018年                                             | 2018年                    | 2018年                                 |
| 日付     | タイトル                                           | 場所                      | 備考                                   |
| -------- | -------------------------------------------------- | ------------------------- | -------------------------------------- |
| 1月9日   | レギュラー公演～はる色に染めて～vol.39             | 渋谷 Glad                 |                                        |
| 2月6日   | レギュラー公演～はる色に染めて～vol.40             | 渋谷 Glad                 |                                        |
| 2月20日  | レギュラー公演～はる色に染めて～vol.41             | 渋谷 Glad                 |                                        |
| 4月3日   | レギュラー公演～はる色に染めて～vol.42             | 渋谷 Glad                 |                                        |
| 4月24日  | レギュラー公演～はる色に染めて～vol.43             | 渋谷 Glad                 |                                        |
| 5月8日   | レギュラー公演～はる色に染めて～vol.44             | 渋谷 Glad                 |                                        |
| 5月22日  | レギュラー公演～はる色に染めて～vol.45             | 渋谷 Glad                 |                                        |
| 5月29日  | レギュラー公演～はる色に染めて～vol.46             | 渋谷 Glad                 |                                        |
| 6月19日  | レギュラー公演～はる色に染めて～vol.47             | 渋谷 Glad                 |                                        |
| 6月23日  | レギュラー公演～番外編～in 金沢                    | public bar ash            |                                        |
| 7月3日   | レギュラー公演～はる色に染めて～vol.48             | 渋谷 Glad                 |                                        |
| 7月14日  | レギュラー公演～番外編～in 名古屋                  | 大須Dt.BLD                |                                        |
| 7月21日  | レギュラー公演～番外編～in 仙台                    | MusicSpace BARTAKE sendai |                                        |
| 7月31日  | レギュラー公演～はる色に染めて～vol.49             | 渋谷 Glad                 |                                        |
| 8月7日   | レギュラー公演～はる色に染めて～vol.50             | 渋谷 Glad                 |                                        |
| 9月4日   | レギュラー公演～はる色に染めて～vol.51             | 渋谷 Glad                 |                                        |
| 9月18日  | レギュラー公演～上半期リクエストアワード2018～     | 渋谷 Glad                 |                                        |
| 10月23日 | レギュラー公演～はる色に染めて～vol.52             | 渋谷 Glad                 | 振付師・竹森徳芳によるプロデュース公演 |
| 11月13日 | レギュラー公演～はる色に染めて～vol.53             | 渋谷 Glad                 |                                        |
| 12月4日  | レギュラー公演～はる色に染めて～vol.54“カバー祭り” | 渋谷 Glad                 |                                        |

| 2019年   | 2019年                                                                       | 2019年               | 2019年       |
| 日付     | タイトル                                                                     | 場所                 | 備考         |
| -------- | ---------------------------------------------------------------------------- | -------------------- | ------------ |
| 1月15日  | レギュラー公演～はる色に染めて～vol.55                                       | 渋谷 Glad            |              |
| 1月29日  | レギュラー公演～はる色に染めて～vol.56                                       | 渋谷 Glad            |              |
| 2月14日  | レギュラー公演～はる色に染めて～vol.57“バレンタインデー”                     | 渋谷 Glad            |              |
| 2月26日  | レギュラー公演～はる色に染めて～vol.58                                       | 渋谷 Glad            |              |
| 3月12日  | レギュラー公演～はる色に染めて～vol.59                                       | 渋谷 Glad            |              |
| 3月26日  | レギュラー公演～はる色に染めて～vol.60～“総決算リクエストアワード2018”       | 渋谷 Glad            |              |
| 4月9日   | レギュラー公演～Two sides glowing up～vol.1                                  | 渋谷 Glad            |              |
| 4月23日  | レギュラー公演～Two sides glowing up～vol.2                                  | 渋谷 Glad            | バンドライヴ |
| 4月28日  | レギュラー出張公演 in 仙台                                                   | space Zero           |              |
| 5月14日  | レギュラー公演～Two sides glowing up～vol.3                                  | 渋谷 Glad            |              |
| 5月28日  | レギュラー公演～Two sides glowing up～vol.4                                  | 渋谷 Glad            | バンドライヴ |
| 6月22日  | レギュラー出張公演 in 札幌                                                   | KRAPS HALL           |              |
| 6月11日  | レギュラー公演～Two sides glowing up～vol.5                                  | 渋谷 Glad            |              |
| 6月25日  | レギュラー公演～Two sides glowing up～vol.6                                  | 渋谷 Glad            | バンドライヴ |
| 7月6日   | レギュラー出張公演 in 新潟                                                   | ライブスペース桃源郷 |              |
| 7月9日   | レギュラー公演～Two sides glowing up～vol.7                                  | 渋谷 Glad            |              |
| 7月15日  | レギュラー出張公演 in 広島                                                   | Match Box            |              |
| 7月23日  | レギュラー公演～Two sides glowing up～vol.8                                  | 渋谷 Glad            | バンドライヴ |
| 8月6日   | レギュラー公演～Two sides glowing up～vol.9                                  | 渋谷 Glad            |              |
| 8月27日  | レギュラー公演～Two sides glowing up～vol.10                                 | 渋谷 Glad            | バンドライヴ |
| 9月10日  | レギュラー公演～Two sides glowing up～vol.11                                 | 渋谷 Glad            |              |
| 9月24日  | レギュラー公演～Two sides glowing up～vol.12                                 | 渋谷 Glad            | バンドライヴ |
| 10月8日  | レギュラー公演～Two sides glowing up～vol.13                                 | 渋谷 Glad            |              |
| 10月22日 | レギュラー公演～Two sides glowing up～vol.14                                 | 渋谷 Glad            | バンドライヴ |
| 11月5日  | レギュラー公演～Two sides glowing up～vol.15『総決算リクエストアワード2019』 | 渋谷 Glad            |              |

#### ツアー
- 『WHY@DOLLな・ま・ら…武者修行ツTOUR 2014!〜鯛もキノコも絶快調〜』(札幌、大阪、名古屋、東京)
- 『WHY＠DOLLワンマンライブツアー2015AUTUMN〜今が旬♡さらなる高みへもう一歩〜』（2015年10月15～11月21日：札幌、大阪、名古屋、東京）
- 『WHY＠DOLLワンマンライブツアー2017WINTER』（2017年2月11日～3月19日：柏、鶴見、札幌、名古屋、大阪、新潟、東京）
- 『WHY＠DOLLワンマンライブツアー2018WINTER〜Show Me Your Smile〜』（2018年2月25日～3月24日：札幌、大阪、新潟、名古屋、東京）
- 『WHY＠DOLLワンマンライブツアー2019 WINTER “Lo Que Sera Sera”』（2019年2月10日〜3月24日：札幌、大阪、名古屋、東京）
- 『WHY＠DOLLラストライブツアー～We are always here for you～』（2019年9月29日〜11月24日：名古屋、札幌、大阪、東京）

#### 2013年
- 新春アイドル横丁まつり!! ~2013~ (1月3日、渋谷公会堂)
- Sapporo-GirlsLink Special 2013 (6月9日、札幌芸術の森)
- ラジオNIKKEI presents『アイドルジェネレーション in 北海道☆2013 』(7月14日、StudioLink's)
- ワンマンライブ (7月15日、ZeppSapporo)
- ウタ娘スーパーライブ2013冬 (11月3日、新木場STUDIO COAST)
- ウタ娘スーパーライブ2013冬後夜祭 (11月4日、渋谷エンタメステージ)
- HOKKAIDO IDOL COLLECTION 2013 (11月17日、SG HALL)

#### 2014年
- @JAM NEXT vol.3 〜新春!@JAMはじまりの合図!! (1月12日、AKIBAカルチャーズ劇場)[24]
- 「サンライズ〜君がくれた希望!〜」リリース!&青木千春生誕記念単独公演 (1月21日、渋谷club asia)[25]
- @JAM the Field vol.5 (2月16日、LIQUIDROOM)
- 浦谷はるな生誕記念単独公演 (4月1日 Shibuya WWW)[26]
- アイドル甲子園in名古屋 (4月13日、名古屋M.I.D)
- WHY@DOLL メジャーデビュー決定記念大感謝祭 (6月6日、バージョンミュージック株式会社会議室)
- アイドル甲子園〜東西アイドル交流戦〜 (5月18日、TSUTAYA O-EAST)
- Girls-Link Special 2014 (6月21日、札幌芸術の森)
- アイドル横丁夏まつり!!〜2014〜 (7月6日、新木場STUDIO COAST)
- SEKIGAHARA IDOL WARS 2014〜関ケ原唄姫合戦〜 (7月21日、桃配山運動公園)
- 東京アイドルフェスティバル 2014（8月2日・3日、お台場特設会場）[27]
- @JAM EXPO 2014（8月31日、横浜アリーナ）
- 新星堂 presents iPop ステーションライブ vol.9.5(9月27日 池袋サンシャイン)
- Dragon Nest World Championshipスペシャルサポーター日本代表決定選手権 (10月6日 - 30日) [28][29]
- つけ麺ご当地アイドル (10月26日新宿)
- idolwave (11月2日名古屋久屋大通公園)
- 6days〜ねおどる三番勝負っ!!〜 (11月12日 下北沢GARDEN)
- Little Tokyo Crazy Kawaii Taipei (11月16日 台湾wall)

#### 2015年
- アイドル甲子園in名古屋 (1/17 名古屋インターナショナルホール)
- NAGOYA IDOL EXPO 2015 (1/18 Zepp Nagoya)
- 青木千春生誕祭 (1/21 asia,1/24LoveCom劇場)
- “Girls Storm FESTIVAL”×Glad 5th Anniversary (2/1 club asia／VUENOS／Glad)
- DUO×DUO×DUO  (2/2 club asia)
- WHITE POP MUSEUM 〜2月の魔法〜 (2/4 O-WEST)
- 課外授業〜渋谷女子会〜 （2/15 Glad）
- Kawaiian TV LIVE  (2/22 新宿スタジオアルタ)
- WHY@DOLLオフ会 (2/22 原宿スイーツパラダイス)
- アイドル甲子園 in 赤坂BLITZ  (3/1 赤坂BLITZ)
- Girls Storm Whiteday〜後夜祭〜 (3/15 TSUTAYA O-EAST)
- サワソニ Vol.10 (3/15 Glad)
- 浦谷はるな生誕祭 (4/1 club asia)
- 浦谷はるな単独生誕祭 （4/4 BESSIE HALL）
- TOKYO IDOL PROJECT RECOMMEND LIVE (5/26 六本木nicofarre)[30]
- 札幌Girls Storm×Sapporo-GirlsLinkSpecial〜前夜祭〜 (6/5 札幌Sound Lab mole)
- Sapporo-GirlsLink Special2015 (6/6,7 札幌芸術の森野外ステージ)
- TOKYO ARUARU LIVE Vol.16 (6/13 club asia)
- WHY＠DOLLワンマンライブ2015SUMMER〜はじめのいっほ♥〜  (7/5 新宿RUIDO.K4)
- SEKIGAHARA IDOL WARS 2015 〜関ケ原唄姫合戦〜 (7/20 桃配運動公園)
- TOKYO IDOL FESTIVAL2015 (8/1,2 お台場特設会場)
- まなみのりさが東京のお友達連れてきたよスペシャルライブ (8/28 HIROSHIMA CLUB QUATTRO)
- JAM EXPO 2015（8/29 横浜アリーナ）

### メディア

#### テレビ
- テレビ朝日「musicるTV」 (2014年2月10日)
- テレビ東京 タカトシの涙が止まらナイト (2014年4月1日) 泣ける上京物語のコーナー
- 日本テレビ ミュージックドラゴン (2014年9月26日) スタジオライブ
- テレビ朝日 アイドルお宝くじ (2014年12月26日,2015年3月6日)
- テレビ埼玉 「即興!電影劇団」(2015年3月7日)
- テレビ朝日 アイドルお宝くじ（2017年7月7日、7月14日）
- 関内デビル（2018年2月7日、テレビ神奈川）

#### ラジオ
- bayfm78「ほわふわ武者修行RADIO!リターンズ」（2013年11月 - 2014年4月）
- TOKYO→NIIGATA MUSIC CONVOY（2014年4月 - 2015年3月、FM PORT、木曜日担当）

#### ネット配信
- ほわどるの曖昧ルーム (2015年4月～2017年6月)
- ほわどるに恋なのサー (2017年7月～2019年11月20日)
- @JAM応援宣言!@JAM THE WORLD (2015年7月6日)
- WHY＠DOLL - ニコニコチャンネル (2020年6月1日～)

#### 雑誌掲載
- BOMB 2013年12月号
- MARQUEE vol.105（2014年10月10日）
- 週刊プレイボーイ (2014年12月16日)
- My Girl vol.2 (2014年12月16日)
- TRASH-UP!! vol.21 (2015年2月5日)
- アイドル最前線2015 (2015年2月16日)
- CHEERZ BOOK01 (2015年3月14日)
- UTB+  vol.25 (2015年4月9日)
- ミュージック・マガジン 2017年9月号

#### 書籍掲載
- 都築響一『IDOL STYLE』152-157p.
  - 2021年1月24日[注 6]，双葉社，ISBN 978-4-575-31553-0